# Simon Lüchinger
Simon Lüchinger (Vaduz, 28 novembre 2002) è un calciatore liechtensteinese, centrocampista dell'SW Bregenz e della nazionale liechtensteinese.

## Carriera

### Club
Cresciuto nel settore giovanile del Vaduz, ha esordito in prima squadra il 6 maggio 2022, disputando l'incontro di Challenge League vinto per 5-2 contro il Wil.

### Nazionale
Il 7 giugno 2021 ha esordito con la nazionale liechtensteinese giocando l'amichevole persa per 5-1 contro le Fær Øer.

## Statistiche

### Presenze e reti nei club
Statistiche aggiornate al 4 giugno 2022.
| Stagione        | Squadra         | Campionato      | Campionato | Campionato | Coppe nazionali | Coppe nazionali | Coppe nazionali | Coppe continentali | Coppe continentali | Coppe continentali | Altre coppe | Altre coppe | Altre coppe | Totale | Totale |
| Stagione        | Squadra         | Comp            | Pres       | Reti       | Comp            | Pres            | Reti            | Comp               | Pres               | Reti               | Comp        | Pres        | Reti        | Pres   | Reti   |
| --------------- | --------------- | --------------- | ---------- | ---------- | --------------- | --------------- | --------------- | ------------------ | ------------------ | ------------------ | ----------- | ----------- | ----------- | ------ | ------ |
| 2021-2022       | Vaduz           | ChL             | 2          | 0          | CS              | 0               | 0               | UECL               | 0                  | 0                  |             | -           | -           | 2      | 0      |
| Totale carriera | Totale carriera | Totale carriera | 2          | 0          |                 | 0               | 0               |                    | 0                  | 0                  |             | -           | -           | 2      | 0      |

### Cronologia presenze e reti in nazionale
| Cronologia completa delle presenze e delle reti in nazionale ― Liechtenstein | Cronologia completa delle presenze e delle reti in nazionale ― Liechtenstein | Cronologia completa delle presenze e delle reti in nazionale ― Liechtenstein | Cronologia completa delle presenze e delle reti in nazionale ― Liechtenstein | Cronologia completa delle presenze e delle reti in nazionale ― Liechtenstein | Cronologia completa delle presenze e delle reti in nazionale ― Liechtenstein | Cronologia completa delle presenze e delle reti in nazionale ― Liechtenstein | Cronologia completa delle presenze e delle reti in nazionale ― Liechtenstein |
| Data                                                                         | Città                                                                        | In casa                                                                      | Risultato                                                                    | Ospiti                                                                       | Competizione                                                                 | Reti                                                                         | Note                                                                         |
| ---------------------------------------------------------------------------- | ---------------------------------------------------------------------------- | ---------------------------------------------------------------------------- | ---------------------------------------------------------------------------- | ---------------------------------------------------------------------------- | ---------------------------------------------------------------------------- | ---------------------------------------------------------------------------- | ---------------------------------------------------------------------------- |
| 7-6-2021                                                                     | Tórshavn                                                                     | Fær Øer                                                                      | 5 – 1                                                                        | Liechtenstein                                                                | Amichevole                                                                   | -                                                                            | 62’                                                                          |
| 29-3-2022                                                                    | San Pedro del Pinatar                                                        | Liechtenstein                                                                | 0 – 1                                                                        | Fær Øer                                                                      | Amichevole                                                                   | -                                                                            | 64’                                                                          |
| 3-6-2022                                                                     | Vaduz                                                                        | Liechtenstein                                                                | 0 – 2                                                                        | Moldavia                                                                     | UEFA Nations League 2022-2023 - 1º turno                                     | -                                                                            | 72’                                                                          |
| 10-6-2022                                                                    | Andorra la Vella                                                             | Andorra                                                                      | 2 – 1                                                                        | Liechtenstein                                                                | UEFA Nations League 2022-2023 - 1º turno                                     | -                                                                            |                                                                              |
| 14-6-2022                                                                    | Vaduz                                                                        | Liechtenstein                                                                | 0 – 2                                                                        | Lettonia                                                                     | UEFA Nations League 2022-2023 - 1º turno                                     | -                                                                            | 65’                                                                          |
| 22-9-2022                                                                    | Vaduz                                                                        | Liechtenstein                                                                | 0 – 2                                                                        | Andorra                                                                      | UEFA Nations League 2022-2023 - 1º turno                                     | -                                                                            | 25’ 78’                                                                      |
| 25-9-2022                                                                    | Chișinău                                                                     | Moldavia                                                                     | 2 – 0                                                                        | Liechtenstein                                                                | UEFA Nations League 2022-2023 - 1º turno                                     | -                                                                            | 56’                                                                          |
| 16-11-2022                                                                   | Gibilterra                                                                   | Gibilterra                                                                   | 2 – 0                                                                        | Liechtenstein                                                                | Amichevole                                                                   | -                                                                            | 62’ 71’                                                                      |
| 23-3-2023                                                                    | Lisbona                                                                      | Portogallo                                                                   | 4 – 0                                                                        | Liechtenstein                                                                | Qual. Euro 2024                                                              | -                                                                            | 38’                                                                          |
| 26-3-2023                                                                    | Vaduz                                                                        | Liechtenstein                                                                | 0 – 7                                                                        | Islanda                                                                      | Qual. Euro 2024                                                              | -                                                                            | 46’                                                                          |
| 17-6-2023                                                                    | Lussemburgo                                                                  | Lussemburgo                                                                  | 2 – 0                                                                        | Liechtenstein                                                                | Qual. Euro 2024                                                              | -                                                                            | 27’ 75’                                                                      |
| 20-6-2023                                                                    | Vaduz                                                                        | Liechtenstein                                                                | 0 – 1                                                                        | Slovacchia                                                                   | Qual. Euro 2024                                                              | -                                                                            | 76’ 83’                                                                      |
| 8-9-2023                                                                     | Zenica                                                                       | Bosnia ed Erzegovina                                                         | 2 – 1                                                                        | Liechtenstein                                                                | Qual. Euro 2024                                                              | -                                                                            | 76’ 83’                                                                      |
| 11-9-2023                                                                    | Bratislava                                                                   | Slovacchia                                                                   | 3 – 0                                                                        | Liechtenstein                                                                | Qual. Euro 2024                                                              | -                                                                            | 90’                                                                          |
| 13-10-2023                                                                   | Vaduz                                                                        | Liechtenstein                                                                | 0 – 2                                                                        | Bosnia ed Erzegovina                                                         | Qual. Euro 2024                                                              | -                                                                            |                                                                              |
| 16-10-2023                                                                   | Reykjavík                                                                    | Islanda                                                                      | 4 – 0                                                                        | Liechtenstein                                                                | Qual. Euro 2024                                                              | -                                                                            | 75’                                                                          |
| 16-11-2023                                                                   | Vaduz                                                                        | Liechtenstein                                                                | 0 – 2                                                                        | Portogallo                                                                   | Qual. Euro 2024                                                              | -                                                                            | 24’ 46’                                                                      |
| 22-3-2024                                                                    | Tórshavn                                                                     | Fær Øer                                                                      | 4 – 0                                                                        | Liechtenstein                                                                | Amichevole                                                                   | -                                                                            | 79’                                                                          |
| 26-3-2024                                                                    | Larnaca                                                                      | Lettonia                                                                     | 1 – 1                                                                        | Liechtenstein                                                                | Amichevole                                                                   | -                                                                            | 79’                                                                          |
| 3-6-2024                                                                     | Szombathely                                                                  | Albania                                                                      | 3 – 0                                                                        | Liechtenstein                                                                | Amichevole                                                                   | -                                                                            |                                                                              |
| 7-6-2024                                                                     | Bucarest                                                                     | Romania                                                                      | 0 – 0                                                                        | Liechtenstein                                                                | Amichevole                                                                   | -                                                                            | 69’ 90’                                                                      |
| 5-9-2024                                                                     | Serravalle                                                                   | San Marino                                                                   | 1 – 0                                                                        | Liechtenstein                                                                | UEFA Nations League 2024-2025 - 1º turno                                     | -                                                                            | 62’                                                                          |
| 8-9-2024                                                                     | Gibilterra                                                                   | Gibilterra                                                                   | 2 – 2                                                                        | Liechtenstein                                                                | UEFA Nations League 2024-2025 - 1º turno                                     | -                                                                            | 90+1’                                                                        |
| 10-10-2024                                                                   | Vaduz                                                                        | Liechtenstein                                                                | 1 – 0                                                                        | Hong Kong                                                                    | Amichevole                                                                   | -                                                                            | 51’                                                                          |
| 13-10-2024                                                                   | Vaduz                                                                        | Liechtenstein                                                                | 0 – 0                                                                        | Gibilterra                                                                   | UEFA Nations League 2024-2025 - 1º turno                                     | -                                                                            | 90’                                                                          |
| 14-11-2024                                                                   | Ta' Qali                                                                     | Malta                                                                        | 2 – 0                                                                        | Liechtenstein                                                                | Amichevole                                                                   | -                                                                            |                                                                              |
| 22-3-2025                                                                    | Vaduz                                                                        | Liechtenstein                                                                | 0 – 3                                                                        | Macedonia del Nord                                                           | Qual. Mondiali 2026                                                          | -                                                                            |                                                                              |
| 25-3-2025                                                                    | Vaduz                                                                        | Liechtenstein                                                                | 0 – 2                                                                        | Kazakistan                                                                   | Qual. Mondiali 2026                                                          | -                                                                            | 77’                                                                          |
| 6-6-2025                                                                     | Cardiff                                                                      | Galles                                                                       | 3 – 0                                                                        | Liechtenstein                                                                | Qual. Mondiali 2026                                                          | -                                                                            | 73’                                                                          |
| 9-6-2025                                                                     | Vaduz                                                                        | Liechtenstein                                                                | 0 – 4                                                                        | Scozia                                                                       | Amichevole                                                                   | -                                                                            | 37’ 81’                                                                      |
| Totale                                                                       |                                                                              | Presenze                                                                     | 30                                                                           |                                                                              | Reti                                                                         | 0                                                                            |                                                                              |